# Pieski (województwo lubuskie)
Pieski – wieś w Polsce położona w województwie lubuskim, w powiecie międzyrzeckim, w gminie Międzyrzecz.
W latach 1975–1998 miejscowość położona była w województwie gorzowskim.

## Położenie
Pieski położone są nad Strugą Jeziorną – lewym dopływem Obry, przy szosie z Międzyrzecza do Sulęcina, ok. 10 km na zachód od Międzyrzecza i 23 km na wschód do Sulęcina. W pobliżu wsi znajduje się jezioro Krzewie.

## Historia
Miejscowość pierwotnie związana była z Wielkopolską. Ma metrykę średniowieczną i istnieje co najmniej od XIII wieku. Po raz pierwszy wymieniana w łacińskojęzycznym dokumencie z 1276 jako „Piser”, 1405 „de Peszeko”, 1406 „de Peszzko”, 1412 „de Pyesko”, 1420 „Pysik”, 1422 „Pyesky”, 1424 „de Pesko”, 1432 „Pyeschky” , 1434 „Peschsco, Pyeszko, Pyeszco”, 1445 „de Pyessko”, 1447 „Pyeszsky, Pyrzsky”, 1450 „Maior Pyeski”, 1452 „Pyeski”, 1453 „Pyessky, Pyeszky”, 1563 „Pieski”, 1944 „Pieske” .
Miejscowość była wsią szlachecką należącą do lokalnej szlachty pogranicza polsko-brandenburskiego. W 1276 wymieniony został właściciel Jasiek rycerz z Piesek, którego odnotowano jako świadka na dokumencie lokacji miejscowości Liebenau (Lubenow) (obecnie Lubrza). W 1445 miejscowość należała do powiatu poznańskiego Korony Królestwa Polskiego. Już od 1303 była siedzibą własnej parafii .
Miejscowość wspominały liczne historyczne dokumenty prawne, własnościowe i podatkowe. W 1445 Bartłomiej dziedzic w Pieskach sprzedał Hermanowi Zajdliczowi (Zaydlicz) z Czarmyśla (obecnie Trzemeszno Lubuskie) 1/6 Piesek za 40 grzywien. W 1445 Jodok alias Jost z Piesek sprzedał Kasprowi z Piesek oraz jego teściowej Małgorzacie wdowie po Szczepanie Konopce z Bukowca część Piesek wraz z połową dworu za 150 grzywien. W 1556 odnotowany został dwór, a w 1447 młyn. W 1450 nastąpiło rozgraniczenie Piesków z Pieskami Małymi. W 1502 odnotowano w miejscowości dom, dwór, młyn wodny ze stawem do niego należącym, jezioro, lasy oraz barcie miodne. W latach 1508, 1563, 1580 ponownie wspomniano młyn zbożowy o jednym kole przy okazji poborów podatkowych. W 1580 zawarta została ugoda dotycząca odnowienia granic i kopców między Pieskami a Kurskiem. W XVI wieku wieś należała do lokalnej polskiej szlachty Pieskowskich, Szczanieckich i Herstopskich .
W pierwszej połowie XVI wieku w Pieskach powstała najstarsza na ziemiach polskich gmina protestancka, udzielająca schronienia uciekającej przed prześladowaniami ludności niemieckiej. W 1580 odnotowano pobór podatków z części Jana Herstopskiego od 17. łanów, 9 zagrodników, dwóch komorników, od trzech ratajów od pługa, jednego tkacza, kowala, trzech owczarzy wypasających 40, 10 oraz 30 owiec, a także od jednego młyna o jednym kole .
Od połowy XVII w. do właścicielami wsi był polski odłam, tak zwany bukowiecki, możnej rodziny Unrugów. Ich portrety trumienne przechowywane są w muzeum w Międzyrzeczu.

## Zabytki
Do wojewódzkiego rejestru zabytków wpisane są:
- pałac, z połowy XIX wieku, nie istnieje
- spichlerz folwarczny, klasycystyczny granitowy z połowy XIX wieku
- obiekty Międzyrzeckiego Rejonu Umocnionego,l z at 1934-45, dec. → Międzyrzecz, Centralny Odcinek MRU:
  - schron bojowy PzW nr 741
  - stanowisko dla karabinu maszynowego i garaż dla działka ppanc. - 745

inne zabytki:
- kościół poewangelicki, obecnie katolicki pw. św. Apostołów Piotra i Pawła wzniesiony w 1847 r. w stylu późnoklasycystycznym z cechami eklektycznymi. Wyposażenie świątyni pochodzi w znacznej części z XIX w. Była to jedna z najpiękniejszych wiejskich świątyń protestanckich w Wielkopolsce
- resztki założenia dworskiego m.in.:
  - stodoła, szachulcowa
  - park krajobrazowy z końca XVIII wieku, w którym znajduje się mający 200 lat zabytkowy dąb.

## Sport
We wsi działa klub piłkarski As Pieski. Założony w 1982 roku, przez Zbigniewa Kozdrowskiego. Obecnie (sezon 2010/2011) występuje w A klasie w grupie rozgrywkowej Gorzów Wielkopolski (zachód).

## Kultura
W Pieskach istnieje zespół folklorystyczny Ale Babki, regularnie biorący udział w festiwalach muzyki ludowej.